# Burning the Oppressor
Burning the Oppressor est un groupe canadien de groove metal et death metal, originaire de Montréal, au Québec. Formé en 2012, le groupe se compose actuellement des guitaristes Jeff Roy et Frédérick Mouraux, du batteur Sam Venne, du bassiste Vincent Benoit et du chanteur Kevin Bordello. Burning the Oppressor est présentement signé au label français M&O Music basé à Montpellier et distribué via Believe Digital / Season Of Mist Distribution. Burning the Oppressor compte à son actif cinq albums studio. 
Burning the Oppressor a partagé la scène avec des groupes de metal extrême comme Skeletonwitch, Mass Hysteria, Napalm Death, Suffocation, Kataklysm, Cryptopsy, Incantation, Beyond Creation, Jungle Rot, The Browning, Make them Suffer, ERRA, The Acacia Strain, After the Burial, The Black Dahlia Murder, Rivers of Nihil et Jinjer.

## Biographie

### Débuts (2012–2014)
Le groupe publie son premier album studio The Ignition en 2012 de façon indépendante, suivi par leur second album, intitulé Verbal Aggressor l’année suivante. En juin 2012, Burning the Oppressor participa au renommé Festival D-Tox Rock Fest à Montebello, aux côtés de groupes tels que Korn, Dream Theater, As I Lay Dying, Suicide Silence, Protest the Hero, The Acacia Strain. La même année, plusieurs spectacles à travers le Canada s’ensuivirent. Leurs deux premiers albums furent nominés comme meilleurs albums metal indépendant au gala GAMIQ lors de l’année respective de leurs parutions et furent encensés par la critique,.

### Bloodshed(2015–2020)
Au début de 2015, le groupe annonce le départ de JeanFeu Tessier, premier chanteur au sein de la formation. Ce n’est qu’en septembre de la même année que Burning the Oppressor informe officiellement le public de l'arrivée du nouveau chanteur, Kevin Bordello. Entretemps, ils annoncent l'écriture d'un nouvel album. En octobre 2016, le groupe annonce le départ du bassiste Gabriel Jetté, qui quitte la formation afin de se concentrer sur d’autres aspects de sa vie personnelle. Ce dernier est remplacé à la basse par William Grenon, de la formation Open Your Mind. Le troisième album, intitulé Bloodshed, est finalement publié le 14 avril 2017. L’album est choisi comme meilleur album metal indépendant pour la catégorie « Vote du public » au Gala GAMIQ de 2017. Comme les deux premiers albums, Bloodshed est accueilli favorablement par la critique, ce qui amène le groupe à travailler avec des producteurs de spectacles notoires tels que Extensive Enterprise et Groupe Evenko. Le groupe fait alors plusieurs apparitions sur scène à travers la province lors d’évènements et Festivals durant l’année qui suivi.
En avril 2018, le groupe annonce le départ du bassiste William Grenon. Peu de temps après, il est remplacé par le bassiste de Be Astronaut, Louis St-Onge. Le 14 juillet de la même année, le groupe se produit au Festival L’Underground de Waterloo aux côtés du groupe français Tagada Jones et quelques jours plus tard, le 28 juillet, le groupe se produit au Festival Heavy Montréal aux côtés de groupes tels que Jungle Rot, ERRA, Power Trip, The Black Dahlia Murder, Jinjer, Napalm Death, Emperor, Marilyn Manson, Rob Zombie,.Cette même journée, le groupe annonce en entrevue que l’écriture d’un quatrième album est amorcée.
En août 2018, le groupe entame leur dernière tournée promotionnelle de leur troisième album Bloodshed au Québec avant de retourner en studio pour leur prochain opus. Dans le cadre de leur tournée, ils font une apparition dans un premier temps au Metalelujah Festival aux côtés de Dysentery et de Vital Remains et le 1er septembre 2018, ils sont en tête d'affiche aux côtés de Spirit of Rebellion pour le premier anniversaire de death metal Brotherhood Prod (DMBH Prod). Par la suite, Burning the Oppressor se produit à Montréal aux côtés de After the Burial et The Acacia Strain le 5 octobre 2018, puis le lendemain aux côtés de The Agonist, Creepshow and Depths of Hatred au Festival KB & Friends Fest dans la ville de L’Assomption. La tournée s’achèvera dans la ville de Québec en novembre dans le cadre du Born From Death Festival, pour se clôturer le 17 novembre 2018 au Club Soda de Montréal.
En avril 2019, le groupe amorce l’enregistrement en studio de leur 4e album à Montréal aux côtés du producteur Christian Donaldson (Cryptopsy, Shadow of Intent, Ingested, The Agonist, Despised Icon, Beneath The Massacre, Beyond Creation, Get the Shot, etc.). L’album est terminé d’enregistrer au mois d’août de la même année. En octobre 2019, Burning The Oppressor dévoile au public le titre de leur prochain album qui sera nommé Damnation. Entretemps, le groupe se produit sur scène au Théâtre Corona de Montréal aux côtés de The Browning et Jinjer le 6 octobre 2019. Il est à noter que Stéphane Filion, guitariste au sein de la formation Nova Spei, fut appelé en renfort pour remplacer temporairement David Bérard lors des prestations scéniques de la formation à la fin de l’année 2019 puisque ce dernier s’était blessé grièvement au bras droit. Le 30 octobre 2019, le groupe présente le fruit de leur travail des derniers mois en studio lors d’une soirée sur invitation spéciale pour une séance d’écoute en primeur du futur album à la microbrasserie Le Fermentor de L’Assomption. À ce moment, la date de sortie de Damnation n’est toujours pas déterminée et des discussions sont en cours avec certains labels. Plus tard, le 30 novembre de la même année, Burning the Oppressor participe à La Grande Guignolée Underground au mythique Foufounes Électriques de Montréal aux côtés de Obsolete Mankind et des Ghoulunatics.

### Signature sur Candlelight Recordsetannonce de la sortie deDamnation(2020-2021)
Le 22 février 2020, le groupe est invité à se produire sur scène à Val-d'Or, dans le Nord-du-Québec, dans le cadre des Soirées parfaites présentées par Hydro-Québec. À ce moment, le groupe annonce la dernière présence à leurs côtés du bassiste Louis St-Onge, qui quitte la formation pour se concentrer sur sa carrière professionnelle. Par le fait même, Burning the Oppressor informe le public du retour au sein de leurs rangs du bassiste fondateur de la formation, Gabriel Jetté.
En début d’année, Extensive Enterprise annonce la présence sur scène de Burning the Oppressor prévue le 31 mars 2020 auprès de The Browning et Carnifex dans le cadre de leur plus récente tournée. Evenko annonce aussi la présence du groupe le 25 mai 2020 au Théâtre Corona aux côtés de Necrot et de Bloodbath. Cependant, quelques semaines avant leurs prestations, les évènements furent annulés à cause de la pandémie occasionnée par le virus Covid-19 qui affectera le monde entier. Comme pour la plupart des artistes et groupes musicaux, Burning the Oppressor dû aussi annuler leurs apparitions publiques futures, dont celle du FARMFEST Festival prévu le 6 juin 2020 en Ontario, Canada. Étant donné l’arrêt des activités occasionné par la pandémie, le groupe se concentra alors sur l’écriture d’un cinquième album et ce, même si la sortie de Damnation n’est toujours pas annoncée à ce moment dû à la situation. Le 24 août 2020, le groupe annonce le départ de leur guitariste David Bérard pour des raisons professionnelles en ce qui a trait au développement de sa carrière d’entrepreneur dans le domaine de la microbrasserie. Ce n’est que le 9 novembre de la même année que Burning the Oppressor annonce l’arrivée de celui qui remplacera Bérard à la seconde guitare, Frédérick Mouraux.
Le 9 avril 2021, Burning the Oppressor signe avec le label Candlelight Records, une division de Universal Music Group. Le 6 août de la même année, Candlelight / Spinefarm Records annonce la sortie de Damnation prévue le 29 octobre 2021 et diffuse, par le fait même, le premier single de l’album intitulé Warrior sur lequel apparait une collaboration de Simon Girard, du groupe Beyond Creation, à la voix.

### Damnation(2021-2023)
À la suite de la sortie de Damnation le 29 octobre 2021 sous Candlelight Records/Spinefarm Records, Burning The Oppressor s'affirme comme une force montante du death metal québécois. L’album reçoit un accueil enthousiaste, notamment grâce au single Martyrize. Malgré les défis liés à la pandémie, le groupe multiplie les apparitions scéniques dès la réouverture des événements en 2021, consolidant sa réputation dans l’univers du metal extrême.
Le 27 novembre 2021, Burning The Oppressor célèbre le lancement officiel de Damnation lors d’un concert aux légendaires Foufounes Électriques de Montréal. Quelques semaines plus tard, le groupe est invité à se produire au Brewtal Montréal, un événement présenté par Heavy Montréal au Théâtre Beanfield, partageant la scène avec Cryptopsy.
L’année 2022 marque le retour du groupe sur les routes avec une série de spectacles marquants, dont une mini-tournée en Ontario en avril avec Lancaster et Nova Spei, traversant Ottawa, Kingston et Oshawa. En juillet, ils se produisent au Festival L’Underground de Waterloo, partageant la scène avec Maggots. Le 16 septembre, Burning The Oppressor participe au Festival Le Délüge Fest de Jonquière, où ils partagent la scène avec Boundaries (Don't Try) et Sudden Waves. En septembre, Evenko les met en vedette avec Rivers of Nihil au Studio TD de Montréal. Pour clore l’année, ils participent à l’édition Noël Brutal, un spectacle-bénéfice aux Foufounes Électriques avec Deadwood.
L’année 2023 voit Burning The Oppressor poursuivre son ascension avec plusieurs événements d’envergure. En juin, ils tiennent la tête d’affiche du Gaspesian MetalFest 2023 au Centre d’art Le Barachois. En septembre, le groupe est invité au Festival Envol et Macadam de Québec, partageant la scène avec Groovy Aardvark et Dance Laury Dance. L’automne 2023 s’avère particulièrement intense, avec une prestation au Club Soda de Montréal le 21 octobre aux côtés d’Alcoholica, suivie d’une apparition au Trois-Rivières Metalfest le 10 novembre à l’Amphithéâtre Cogeco, où ils partagent l’affiche avec Kataklysm, Suffocation et Incantation. L’un des moments forts de l’année survient le 19 novembre, alors qu’Evenko et Heavy MTL présentent Burning The Oppressor en soutien direct de Kataklysm au Studio TD.
C’est également en 2023 que le groupe connaît un changement de formation majeur. Le bassiste Gabriel Jetté quitte le groupe, et son poste est repris quelques mois plus tard par Vincent Benoit, qui apporte une nouvelle dynamique à la section rythmique.

### Waking Nightmare et nouvelle ère(2024-présent)
Après une année 2023 marquée par de nombreuses performances marquantes, Burning The Oppressor s’engage pleinement dans l’écriture et l’enregistrement de son cinquième album. Toujours accompagné du producteur Christian Donaldson, le groupe se prépare à dévoiler un opus plus mature et abouti, alliant brutalité et profondeur mélodique.
L’année 2024 débute avec une annonce majeure : Burning The Oppressor rejoint le label français M&O Music pour la sortie de Waking Nightmare. Cette collaboration, officialisée en fin d'année, marque une étape importante dans l’évolution du groupe, leur offrant une visibilité accrue en Europe grâce à la distribution assurée par Believe Digital et Season of Mist.
À l'automne 2024, le groupe participe à plusieurs événements marquants en amont de la sortie de leur prochain album. Ainsi, le 16 novembre 2024, ils sont en tête d’affiche de la première édition du Deathcore Festival à Montréal, affirmant leur position au sein de la scène extrême canadienne. Une semaine plus tard, le 23 novembre, un événement exclusif sur invitation est organisé au Studio Messier Bolduc à Mascouche, offrant aux fans et aux médias une écoute en primeur de Waking Nightmare.
La sortie mondiale de Waking Nightmare est prévue pour le 18 avril 2025. Cet album, qui s’annonce comme l’un des plus percutants de leur discographie, promet de repousser les limites du groupe, consolidant leur place parmi les formations influentes du death metal québécois.
Le 1er avril 2025, Burning The Oppressor lance le premier single de son nouvel album Waking Nightmare : Slayer Princess. Le morceau est dévoilé en exclusivité via Vecteur Magazine et en première mondiale sur la chaîne BLANK TV, marquant ainsi le début officiel de la mise en marché de l’album.
Le vidéoclip se distingue par une approche visuelle immersive, inspirée d’un épisode marquant vécu par Amy Demers, une amie proche du groupe. Hospitalisée dans un état critique, Amy a été plongée dans un long coma durant lequel elle a vécu des visions récurrentes de l'enfer, coincée entre cauchemar et hallucination. Ce récit poignant a profondément résonné chez les membres du groupe, qui en ont fait le point de départ de l’univers visuel de l’album.
Pour traduire cette expérience, le guitariste Frédérick Mouraux a conçu un environnement visuel 3D dense et symbolique, où se mêlent chaos, solitude et tension. Le résultat donne naissance à un clip sombre et évocateur, à mi-chemin entre l’introspection et la fiction.
Avec Slayer Princess, Burning The Oppressor dévoile un aperçu puissant de ce qui attend les auditeurs sur Waking Nightmare : un univers plus personnel, chargé d’émotions, où la brutalité musicale s’allie à une démarche artistique assumée.

## Membres

### Membres actuels
- Vincent Benoit - basse (depuis 2024)
- Frédérick Mouraux - guitare (depuis 2020)
- Kevin Bordello - chant (depuis 2015)
- Jeff Roy - guitare (depuis 2012)
- Samuel Venne - batterie (depuis 2012)

### Anciens membres
- Gabriel Jetté - basse (2012-2016, 2020-2023)
- David Bérard - guitare (2014-2020)
- Louis St-Onge - basse (2018-2020)
- William Grenon - basse (2016-2018)
- JeanFeu Tessier - chant (2012-2014)
- Jean-François Ricard - guitare (2012)

### Live sessions
- Stéphane Filion - guitare
- Stéphane Coulombe - basse (2023)
- Alexis Roberge - basse (2018)

## Discographie

### Albums studio
- 2012 : The Ignition
- 2013 : Verbal Aggressor
- 2017 : Bloodshed
- 2021 : Damnation
- 2025 : Waking Nightmare

## Vidéographie
- 2012 : Fire In The Pit
- 2017 : Look At Me
- 2017 : Bloodshed
- 2017 : Rise Up
- 2017 : I Created A Monster
- 2021 : Warrior
- 2021 : Martyrize
- 2022 : Damnation
- 2025 : Slayer Princess